# Nicolás Galindo
Nicolás Galindo García (Lima, 18 de julio de 1984) es un actor, abogado y presentador de televisión peruano. Dentro de sus participaciones en la actuación, es reconocido principalmente por el rol antagónico de Eus de Souza en la telenovela musical  Luz de luna.

## Biografía
Galindo es egresado del Centro de Formación del Teatro de la Universidad Católica. Es abogado de profesión.

## Filmografía

### Televisión

#### Series y telenovelas
- Yo no me llamo Natacha (2011) como Alonso Raúl Schulman Olmos. (Rol Principal).
- Yo no me llamo Natacha 2 (2011–2012) como Alonso Raúl Schulman Olmos. (Rol Principal).
- Gamarra (2011–2012) como Elvis Mendoza Chabe. (Rol Principal).
- La reina de las carretillas (2012–2013). (Rol Secundario).
- Mi amor, el wachimán 2 (2013) como Vicente. (Rol Antagónico Secundario)
- Locura de amor (2014–2015) como Carlos Antonio "Caco" Berkinson Alexander.
- Somos family (2015).
- De millonario a mendigo (2016) como Lucas.
- Valiente amor (2016) como Alejandro Villar Belmont. (Rol Protagónico).
- Mujercitas (2017) como Lorenzo Chávez Jiménez. (Rol Protagónico).
- Prueba de fe (2017) (Episodio: Santa Rosa de Lima).
- Ojitos hechiceros: Cantando con el corazón (2018) como Jair Gómez Campos / "El Bambam" / "El Rey Banban" (Rol Antagónico Principal).
- Ojitos hechiceros 2: Un amor a prueba de todo (2018–2019) como Jair Gómez Campos / "El Bambam" / "El Rey Banban" (Rol Antagónico Principal).
- En la piel de Alicia (2019) como Ángel Aguinaga León / "Ángel Escalante León" (Rol Principal).
- Función: Oficina en casa (2020) como "Pato".
- Luz de luna (2021–2022) como Eusebio "Eus" Sánchez Ferreira / "Eusebio 'Eus' De Souza Ferreira" (Rol Antagónico Protagónico).
- Luz de luna 2: Canción para dos (2022) como Eusebio "Eus" Sánchez Ferreira / "Eusebio 'Eus' De Souza Ferreira" (Rol Antagónico Protagónico).
- Luz de luna 3 (2023–presente) como Eusebio "Eus" Sánchez Ferreira / "Eusebio 'Eus' De Souza Ferreira" (Rol Antagónico Protagónico).
- Nina de azúcar (2024-2025) como Guillermo "Guille".

#### Programas
- Reyes del show (2010) como Invitado (Secuencia: El desafío).
- Teletón 2011: Unámonos para cambiar pena por alegría (Edición especial) (2011) como Telefonista.
- Día D (2015) como Invitado.
- Teletón 2015: Más unidos que nunca (Edición especial) (2015) como Invitado.
- TV Perú Noticias (2016) como Invitado.
- Cinescape (2017) como Invitado.
- Polizontes (2018–presente) como Presentador.
- Premium Perú TV (2021) como Invitado.
- América espectáculos (2021) como Invitado.
- El Reventonazo de la Chola (2021; 2022) como Invitado.
- En boca de todos (2021) como Invitado.
- Yo soy: Nueva generación (2022) como Presentador.
- Yo soy, 10 años: Duplas perfectas (2022) como Copresentador.
- En esta cocina mando yo (2022) como Concursante Invitado.

### Cine
- Bala perdida (2001) como "Cirrosis".
- Besando a tu Papá (2004)
- City of Gardens (2010).
- Domingo (Cortometraje) (2011) como "L".
- La cara del diablo (2014) como Mateo.
- El Muerto (Cortometraje) (2015) como "Detectivell".
- Magallanes (2015) como Juan / "Percy".
- Danubio Azul (Cortometraje) (2016).
- Locos de amor (2016) como Juan Carlos "Juanca".
- Margarita, ese dulce caos (2016) como Locutor de voz en off (Voz).
- Suspenso o Sorpresa (Cortometraje) (2017) como Director.
- Av. Larco: La película (2017) como Javier "Javi".
- Locos de amor 2 (2018) como Ingeniero.
- Rosa Mística (2018) como Jerónimo.
- Soltera codiciada (2018) como "Charly".
- Recontra Loca (2019) como Sebastián.
- Doblemente Embarazada (2021) como Felipe.
- Hasta que nos volvamos a encontrar (2022) como "Nandito".

### Vídeos musicales
- Y es que sucede así (2017) (De María Grazia Gamarra y Andrés Salas) como Javier.
- La Universidad (2017) como Javier.
- Avenida Larco (2017) como Javier.
- Contéstame (2017) como Javier.
- Sucio policía (2017) como Javier.
- Lo peor de todo (2017) como Javier.
- Triciclo Perú (2017) (De André Silva) como Javier.
- Demoler (2017) como Javier.
- Suna (2017) como Javier.
- Hasta que llegaste tú (2017) (De María Pía Copello) como Lorenzo Chávez.

### Spots publicitarios
- Aldeas Infantiles SOS Perú (2019) como Imagen comercial.
- Luz de luna 2: Ama, Dona, Vive (2022) como "Eus De Souza".

## Teatro
- El gran teatro del mundo (1999) (Dirección: Luis Peirano).
- Hamlet (2001) como Asistente de escena (Dirección: Alberto Ísola).
- Iluminados (2007) (Dirección: Aristóteles Picho).
- Pobre Superman (2010) (Dirección: Jaime Nieto).
- Un don Juan en el infierno (2010) (Dirección: Osvaldo Cattone).
- Mi más sentido... sexo (2011) (Dirección Osvaldo Cattone).
- A ver, ¡un aplauso! (2012) (Dirección: Roberto Ángeles).
- Lo que sabemos (2013–2014) (Dirección: Adrián Galarcep).
- Mi amor, el wachimán 2: El musical (2013) como Vicente.
- Vincent en Londres (2014) como Sam Plowman (Dirección: Adrián Galarcep).
- Stop Kiss (2015) (Dirección: Norma Martínez).
- Gol (2015) (Dirección: Roberto Ángeles).
- Av. Larco: El musical (2015) como Javier "Javi" (Dirección: Giovanni Ciccia y Tondero Producciones).
- Hamlet (2016) (Dirección: Roberto Ángeles) .
- Av. Larco: El musical (Reposición) (2016) como Javier "Javi".
- Mujercitas: El musical (2017) como Lorenzo Chávez.
- Los perros (2017) como Eddie Cabot (Dirección: Rocío Tovar).
- Ojitos hechiceros: El musical (2018) como Jair Gómez.
- Ojitos hechiceros 2: El musical (2019) como Jair Gómez.
- Av. Larco: El musical (Reposición) (2020) como Javier "Javi".
- Luz de luna: El musical (2021) como "Eus De Souza".
- Luz de luna: El amor es todo (2022) como "Eus De Souza".
- Luz de luna 2: El concierto (2022) como "Eus De Souza".
- Luz de luna: La aventura (2022) como "Eus De Souza"
- Maquinal (2023).
- La Tribu (2024).

## Discografía

### Álbumes
- Av. Larco: El musical (Lo mejor del rock peruano) (2015) (Colaborador).

### Temas musicales
- «Al colegio no voy más» (2015) (Tema para Av. Larco: El musical).
- «Quererte a ti (Nueva versión)» (2016) (Tema para Locos de amor).
- «Cosas del amor (Nueva versión)» (2016) (Tema para Locos de amor).
- «Locos de amor (Nueva versión)» (2016) (Tema para Locos de amor).
- «La Universidad» (2017) (Tema para Av. Larco: La película).
- «Avenida Larco» (2017) (Tema para Av. Larco: La película).
- «Contéstame (Nueva versión)» (2017) (Tema para Av. Larco: La película).
- «Sucio policía» (2017) (Tema para Av. Larco: La película).
- «Demoler» (2017) (Tema para Av. Larco: La película).
- «Suna» (2017) (Tema para Av. Larco: La película).
- «TBA» (2021) (Tema para Luz de luna).

### Bandas sonoras
- Av. Larco: El musical (2015).
- Locos de amor (2016).
- Av. Larco: La película (2017).
- Locos de amor 2 (2018).
- Luz de luna (2021).

## Eventos
- Día Mundial del Donante de Sangre (2022).

## Literatura

### Álbumes
- Mi amor, el wachimán 2 (2013) como Vicente (Imagen).

## Premios y nominaciones
| Año  | Premio                       | Categoría                      | Trabajo                                    | Resultado | Ref.  |
| ---- | ---------------------------- | ------------------------------ | ------------------------------------------ | --------- | ----- |
| 2017 | Premios Luces de El Comercio | Mejor Actor de Reparto de Cine | Av. Larco: La película                     | Nominado  | [ 2 ] |
| 2018 | Premios Luces de El Comercio | Mejor Actor de TV              | Ojitos hechiceros: Cantando con el corazón | Nominado  |       |
| 2021 | Premios En boca de todos     | El Malvado del 2021            | Luz de luna                                | Ganador   |       |